# Stachys grandidentata
Stachys grandidentata là một loài thực vật có hoa trong họ Hoa môi. Loài này được Lindl. miêu tả khoa học đầu tiên năm 1827.